# Limaria
Limaria is een geslacht van tweekleppigen uit de familie van de Limidae.

## Soorten
- Limaria africana (Bartsch, 1915)
- Limaria amakusaensis (Habe, 1960)
- Limaria angustata (G. B. Sowerby II, 1872)
- Limaria arcuata Turton, 1932
- Limaria auaua (Dall, Bartsch & Rehder, 1938)
- Limaria basilanica (Adams & Reeve, 1850)
- Limaria cumingii (G. B. Sowerby II, 1843)
- Limaria dentata (G. B. Sowerby II, 1843)
- Limaria fenestrata (Prashad, 1932)
- Limaria fragilis (Gmelin, 1791)
- Limaria hakodatensis (Tokunaga, 1906)
- Limaria hawaiana (Dall, Bartsch & Rehder, 1938)
- Limaria hemphilli (Hertlein & Strong, 1946)
- Limaria hians (Gmelin, 1791)
- Limaria hirasei (Pilsbry, 1901)
- Limaria hyalina (Verrill & Bush, 1898)
- Limaria keohea (Dall, Bartsch & Rehder, 1938)
- Limaria kiiensis (Oyama, 1943)
- Limaria lahaina (Dall, Bartsch & Rehder, 1938)
- Limaria locklini (McGinty, 1955)
- Limaria loscombi (G. B. Sowerby I, 1823)
- Limaria orbignyi (Lamy, 1930)
- Limaria orientalis (Adams & Reeve, 1850)
- Limaria pacifica (d'Orbigny, 1846)
- Limaria parallela (Dall, Bartsch & Rehder, 1938)
- Limaria pellucida (C. B. Adams, 1848)
- Limaria perfragilis (Habe & Kosuge, 1966)
- Limaria rotundata (Sowerby II, 1843)
- Limaria stertum (Iredale, 1939)
- Limaria thryptica (Penna-Neme, 1971)
- Limaria tuberculata (Olivi, 1792)
- Limaria viali (Jousseaume in Lamy, 1920)